# Saloua Abassi
Pour les articles homonymes, voir Abbassi (homonymie).
Saloua Abassi est une femme politique tunisienne.

## Biographie
Inspectrice générale de l'enseignement primaire et secondaire, Saloua Abassi se fait connaître pour son combat contre la fraude aux certificats scolaires et son engagement pour une réforme du système éducatif.
Le 1er avril 2024, elle est nommée ministre de l'Éducation dans le gouvernement d'Ahmed Hachani,,. Elle est la première femme à accéder à cette fonction.